# Somkhoun Anon
Somkhoun Anon es una deportista tailandesa que compitió en levantamiento de potencia adaptado. Ganó dos medallas en los Juegos Paralímpicos de Verano, plata en Sídney 2000 y bronce en Pekín 2008.

## Palmarés internacional
| Juegos Paralímpicos | Juegos Paralímpicos | Juegos Paralímpicos | Juegos Paralímpicos |
| Año                 | Lugar               | Medalla             | Categoría           |
| ------------------- | ------------------- | ------------------- | ------------------- |
| 2000                | Sídney (Australia)  | Medalla de plata    | –56 kg              |
| 2008                | Pekín (China)       | Medalla de bronce   | –52 kg              |